# ОШ „Јован Цвијић” Дрињача
ОШ „Јован Цвијић” је основна школа на подручју града Зворника. Налази се на адреси Дрињача бб у Дрињачи. Име је добила по Јовану Цвијићу знаменитом српском географу, научнику, универзитетском професору и академику

## Историјат
Основна школа "Јован Цвијић" у Дрињачи почела је да ради 1903. године. Због изградње хидроелектране, педесетих година ХХ вијека, школска зграда је срушена и 1954. направљена је нова; на локацији на којој се и 2015. налазила. На школском објекту 1963. дограђен је спрат, а 1980. спортска сала и спортски терени. Школа је реновирна 2000. године. Школске 1955/1956. почела је да прераста у осмогодишњу. Носила је назив "Жарко Вуковић Пуцар" 1963-1985, а отад до 1993. "Светозар Вуковић Зарко". У периоду 1977-1992, заједно са другим школама на подручју општине, била је интегрисана у Радну организацију за основно, предшколско и музичко образовање "25. мај", Зворник. Општинске власти су 1993. одлучиле да школа промијени име у "Петар Петровић Његош", али званично никада није носила тај назив зато што је исте године, због малог броја ученика, припојена школи "Свети Сава" у Зворнику. Осамосталила се 2006. и наставила да ради под именом "Јован Цвијић". Школске 2015/2016. имала је 175 ученика, 23 наставника, православног и исламског вјероучитеља. Ђачка библиотека има око 6.000, а наставничка око 100 књига. Од 1985. до 1992. излазио је школски лист "Младост", а од 2012. излази школски лист "Јован Цвијић". У саставу ОШ "Јован Цвијић" раде петогодишње подручне школе у селима Зелиње (саграђена и отворена 1954) и Каменица Доња (саграђена 1967, отворена 1968). Школа у Каменици Доњој 1978-1992. била је самостална и радила је под називом "Иво Андрић". У њеном саставу радила су подручна одјељења у селима Каменица Горња и Глади. Срушена је 1992, а обновљена 2001. У саставу школе у Дрињачи некада су била и подручна одјељења: Глади, Лијешањ, Липље и Ново Село. Школа у селу Глади саграђена је 1957, а дотад је настава одржавана у згради мектеба. Била је у саставу школе у Дрињачи до 1978, када је припојена новоотвореној школи у Каменици Доњој. Страдала је у рату 1992. и није обновљена. Школа у селу Лијешањ радила је од 1937. до почетка Другог свјетског рата. Поново је отворена 1969, а угашена је 2013. због малог броја ученика. Од 2006. до 2010. у саставу школе у Дрињачи било је и подручно одјељење у насељу Липље, а потом је припојено школи "Свети Сава" у Зворнику. У Новом Селу настава је извођена у згради мектеба до 1954, када је саграђен школски објекат. Порушена је током Одбрамбено-отаџбинског рата 1992-1995, а обновљена 2001. године. Била је у саставу ОШ "Свети Сава" у Зворнику до 2006, а отад је у саставу ОШ "Јован Цвијић", Дрињача. Због малог броја ученика, угашена је 2011. године.